# 柔籽草属
柔籽草属（学名：Thylacospermum），也称囊种草属，是石竹科下的一个属，为簇生草本植物。该属仅有柔籽草（Thylacospermum rupifragum）一种，分布于中亚和中国新疆。